# Paul-Louis-Malie-Félix Corbel
Paul-Louis-Malie-Félix Corbel, francoski general, * 1882, † 1961.